# Sammo Hung
Sammo Hung (n. 7 ianuarie 1952) este un actor și regizor din Hong Kong, cunoscut mai ales datorită filmelor lui de arte marțiale. A colaborat cu Jackie Chan, King Hu și John Woo.

## Filme
| An   | Titlu film                                         | Titlul în chineză         | Rol                                                                                         | Note                                                                   |
| ---- | -------------------------------------------------- | ------------------------- | ------------------------------------------------------------------------------------------- | ---------------------------------------------------------------------- |
| 1961 | Education of Love                                  | 愛的教育                  | "He Shuang-chuan" aka "Shouquan" (child actor)                                              |                                                                        |
| 1962 | Big and Little Wong Tin Bar                        | 大小黄天霸                | child actor                                                                                 |                                                                        |
| 1962 | The Birth of Yue Fei                               | 岳飛出世                  | child actor                                                                                 |                                                                        |
| 1962 | The Princess and the Seven Little Heroes           | 公主與七小俠              | child actor                                                                                 |                                                                        |
| 1962 | Little Dragon Girl Teases White Snake Spirit       | 小龍女三戯白蛇精          | child actor                                                                                 |                                                                        |
| 1963 | Father and Son                                     | 人之初                    | child actor                                                                                 | aka 父子情                                                             |
| 1963 | The Monkey Soldiers Come to the Rescue             | 猴子兵華山救駕            | child actor                                                                                 |                                                                        |
| 1964 | The Crisis                                         | 生死關頭                  | child actor                                                                                 |                                                                        |
| 1964 | The Rainbow Pass                                   | 虹霓關                    | child actor                                                                                 |                                                                        |
| 1966 | The Eighteen Darts (Part 1)                        | 兩湖十八鏢 (下集)         | child actor                                                                                 | aka Seven Little Tigers (Part 1)                                       |
| 1966 | The Eighteen Darts (Part 2)                        | 兩湖十八鏢 (上集)         | child actor                                                                                 | aka Seven Little Tigers (Part 2)                                       |
| 1966 | Come Drink with Me                                 | 大醉俠                    | assistant regizor scene de acțiune                                                          |                                                                        |
| 1967 | Paragon of Sword and Knife                         | 天劍絶刀                  | stuntman                                                                                    |                                                                        |
| 1967 | Dragon Gate Inn                                    | 龍門客桟                  | rol secundar                                                                                | aka Dragon Inn                                                         |
| 1968 | The Bells of Death                                 | 奪魂鈴                    | "Tao's thug"                                                                                |                                                                        |
| 1968 | Black Butterfly                                    | 女侠黒蝴蝶                | rol secundar                                                                                |                                                                        |
| 1968 | Paragon of Sword and Knife PartⅡ                   | 天劍絶刀 (下集大結局)     | stuntman                                                                                    |                                                                        |
| 1968 | The Jade Raksha                                    | 玉羅刹                    | "Master Yan's thug (extra)"                                                                 |                                                                        |
| 1968 | Death Valley                                       | 斷魂谷                    | "Swordman (extra)"                                                                          |                                                                        |
| 1969 | Raw Courage                                        | 虎胆                      | rol secundar                                                                                |                                                                        |
| 1969 | Mad, Mad Sword                                     | 神經刀                    | "Mopan Bandit"                                                                              | aka Mad Mad Mad Swords                                                 |
| 1969 | Dragon Swamp                                       | 毒龍潭                    | "Gambler at Jiang's party"                                                                  |                                                                        |
| 1969 | The Swordmates                                     | 燕娘                      | rol secundar                                                                                |                                                                        |
| 1969 | The Golden Sword                                   | 龍門金劍                  | "Golden Dragon Security member" stuntman regizor scene de acțiune                           |                                                                        |
| 1969 | The Sweet Sword                                    | 一劍香                    | rol secundar                                                                                | aka The Fragrant Sword                                                 |
| 1969 | Killers Five                                       | 豪侠傳                    | rol secundar                                                                                |                                                                        |
| 1969 | The One Armed Magic Nun                            | 獨臂神尼                  | rol secundar                                                                                |                                                                        |
| 1969 | The Devil Warrior                                  | 小魔侠                    | (extra)                                                                                     | aka Little Devil                                                       |
| 1969 | Sword of Emei                                      | 峨嵋霸刀                  | rol secundar                                                                                |                                                                        |
| 1969 | Vengeance is a Golden Blade                        | 飛燕金刀                  | "Long's man"                                                                                |                                                                        |
| 1970 | Wrath of the Sword                                 | 怒劍狂刀                  | rol secundar                                                                                |                                                                        |
| 1970 | The Eagle's Claw                                   | 鷹爪手                    | rol secundar                                                                                |                                                                        |
| 1970 | The Iron Buddha                                    | 鐵羅漢                    | "Xiao's thug" regizor scene de acțiune                                                      |                                                                        |
| 1970 | The Crimson Charm                                  | 血符門                    | rol secundar                                                                                |                                                                        |
| 1970 | Brothers Five                                      | 五虎屠龍                  | "Security escort Chu" regizor scene de acțiune                                              |                                                                        |
| 1970 | The Twelve Gold Medallions                         | 十二金牌                  | regizor scene de acțiune                                                                    |                                                                        |
| 1970 | The Golden Knight                                  | 金衣大俠                  | "Master Bao's thug"                                                                         |                                                                        |
| 1970 | A Taste of Cold Steel                              | 武林風雲                  | Tiger's Gang member (extra) stuntman                                                        |                                                                        |
| 1970 | The Angry River                                    | 鬼怒川                    | "thug" regizor scene de acțiune                                                             |                                                                        |
| 1971 | The Invincible Eight                               | 天龍八將                  | "whip wielding henchman" regizor scene de acțiune                                           |                                                                        |
| 1971 | A Touch of Zen                                     | 俠女                      | "Commander Hsu's son" regizor scene de acțiune                                              |                                                                        |
| 1971 | The Shadow Whip                                    | 影子神鞭                  | "martial artist after Fang"                                                                 |                                                                        |
| 1971 | The Comet Strikes                                  | 鬼流星                    | rol secundar                                                                                |                                                                        |
| 1971 | Swordsman at Large                                 | 蕭十一郎                  | "Bandit" / "Rapist"                                                                         |                                                                        |
| 1971 | The Fast Sword                                     | 奪命金劍                  | "thug" regizor scene de acțiune                                                             |                                                                        |
| 1971 | The Lady Hermit                                    | 鍾馗娘子                  | "Black Demon's disciple"                                                                    |                                                                        |
| 1971 | The Eunuch                                         | 鬼太監                    | "First fighter at the final contest"                                                        |                                                                        |
| 1971 | The Living Sword                                   | 劍魂                      | rol secundar                                                                                |                                                                        |
| 1971 | Six Assassins                                      | 六刺客                    | stuntman                                                                                    |                                                                        |
| 1971 | The Lady Hermit                                    | 鍾馗娘子                  | rol secundar                                                                                |                                                                        |
| 1971 | Vengeance of a Snowgirl                            | 冰天侠女                  | "henchman"                                                                                  | aka A Daughter's Vengeance                                             |
| 1971 | The Blade Spares None                              | 刀不留人                  | rol secundar regizor scene de acțiune                                                       |                                                                        |
| 1972 | The Thunderbolt Fist                               | 霹靂拳                    | rol secundar                                                                                |                                                                        |
| 1972 | Trilogy of Swordsmanship                           | 群英會                    | rol secundar                                                                                | This is an anthology film. Hung appears in Part 2: The Tigress.        |
| 1972 | Lady Whirlwind                                     | 鐵掌旋風腿                | "Tiao Ta Niang's brother" regizor scene de acțiune                                          | aka Deep Thrust aka Deep Thrust: The Hand of Death                     |
| 1972 | Bandits from Shantung                              | 山東響馬                  | "bell thrower" regizor scene de acțiune                                                     |                                                                        |
| 1972 | Hapkido                                            | 合氣道                    | "Fan Wei" aka "Bun Wei" regizor scene de acțiune                                            | aka Lady Kung Fu                                                       |
| 1972 | The Fugitive                                       | 亡命徒                    | rol secundar                                                                                |                                                                        |
| 1972 | The Devil's Mirror                                 | 風雷魔鏡                  | "Witch's drummer"                                                                           |                                                                        |
| 1972 | The Imperial Swordsman                             | 大內高手                  |                                                                                             |                                                                        |
| 1973 | Life For Sale                                      | 賣命                      | rol secundar regizor scene de acțiune                                                       | aka That Man from Singapore                                            |
| 1973 | The Rendezvous of Warriors                         | 偸渡客                    | stuntman (extra)                                                                            |                                                                        |
| 1973 | Enter the Dragon                                   | 龍爭虎鬥                  | "Shaolin fighter" stunt co-ordinator stuntman                                               | aka The Deadly Three                                                   |
| 1973 | The Fate of Lee Khan                               | 迎春閣之風波              | regizor scene de acțiune                                                                    |                                                                        |
| 1973 | Kickmaster                                         | 跆拳震九州                | rol secundar regizor scene de acțiune                                                       | aka Sting of the Dragon Masters aka When Taekwondo Strikes             |
| 1973 | Bloody Ring                                        | 死亡挑戰                  | rol secundar regizor scene de acțiune                                                       | aka Mandarin Magician                                                  |
| 1973 | The Devil's Treasure                               | 黑夜怪客                  | "Kao Hsiung" regizor scene de acțiune                                                       |                                                                        |
| 1973 | Ambush                                             | 埋伏                      |                                                                                             |                                                                        |
| 1974 | The Wandering Life                                 | 横衝直撞小福星            | rol secundar                                                                                |                                                                        |
| 1974 | Ultraman the Frozen Station                        | 無敵超人                  |                                                                                             |                                                                        |
| 1974 | The Skyhawk                                        | 黃飛鴻少林拳              | "Fei Fei" regizor scene de acțiune                                                          |                                                                        |
| 1974 | Village of Tigers                                  | 悪虎村                    | rol secundar                                                                                |                                                                        |
| 1974 | The Tournament                                     | 中泰拳壇生死戰            | rol secundar regizor scene de acțiune                                                       |                                                                        |
| 1974 | The Association                                    | 艷窟神探                  | rol secundar regizor scene de acțiune                                                       |                                                                        |
| 1974 | Big Brother                                        | 大佬                      | stuntman                                                                                    |                                                                        |
| 1974 | Manchu Boxer                                       | 七省拳王                  | "Hashimoto" regizor scene de acțiune                                                        | aka Bonecrushers                                                       |
| 1974 | Games Gamblers Play                                | 鬼馬雙星                  | regizor scene de acțiune                                                                    |                                                                        |
| 1974 | The Shrine of Ultimate Bliss                       | 鐵金剛大破紫陽觀          | "gang strongman" regizor scene de acțiune                                                   | aka The Stoner aka Hong Kong Hitman                                    |
| 1974 | The Dragon Tamers                                  | 女子跆拳群英會            | rol secundar                                                                                | aka Belles of Taekwondo                                                |
| 1975 | The Man from Hong Kong                             | 直搗黃龍                  | "Win Chan" regizor scene de acțiune                                                         | aka The Dragon Flies                                                   |
| 1975 | Bruce, Hong Kong Master                            | 香港超人                  | rol secundar                                                                                | aka Hong Kong Superman                                                 |
| 1975 | Winner Take All                                    | 面懵心精                  | rol secundar                                                                                |                                                                        |
| 1975 | Story of Chinese Gods                              | 封神榜                    |                                                                                             |                                                                        |
| 1975 | Kung Fu Stars                                      | 脂粉大彗星                | rol secundar regizor scene de acțiune                                                       |                                                                        |
| 1975 | The Valiant Ones                                   | 忠烈圖                    | "Hakatatsu" regizor scene de acțiune                                                        | aka Usurpers of Emperor's Power                                        |
| 1975 | All in the Family                                  | 花飛滿城春                | rol secundar                                                                                |                                                                        |
| 1975 | The Young Rebel                                    | 後生                      | rol secundar                                                                                | aka The Rebel Youth                                                    |
| 1975 | Little Superman                                    | 生龍活虎小英雄            | rol secundar                                                                                | aka 生龙活虎小英雄 aka Bruce Lee, D-Day at Macao aka Fist of Vengeance |
| 1975 | My Wacky, Wacky World                              | 大千世界                  | rol secundar                                                                                |                                                                        |
| 1976 | The Himalayan                                      | 密宗聖手                  | rol secundar regizor scene de acțiune                                                       |                                                                        |
| 1976 | Hand of Death                                      | 少林門                    | "Officer Tu Ching" regizor scene de acțiune                                                 | aka Countdown in Kung Fu                                               |
| 1976 | The Double Crossers                                | 鬼計雙雄                  | rol secundar                                                                                |                                                                        |
| 1976 | The Private Eyes                                   | 半斤八兩                  | regizor scene de acțiune                                                                    |                                                                        |
| 1976 | Traitorous                                         | 大太監                    | "first head"                                                                                | aka Shaolin Traitorous                                                 |
| 1976 | A Queen's Ransom                                   | 鱷潭群英會                | rol secundar                                                                                | aka International Assassins                                            |
| 1976 | End of Wicked Tigers                               | 老虎彗星                  | "Lau" producer regizor scene de acțiune                                                     | aka 猛虎鬥肥龍                                                         |
| 1976 | The Breakthrough                                   | 突圍                      | rol secundar regizor scene de acțiune                                                       |                                                                        |
| 1976 | Tiger of Northland                                 | 北少林                    | rol secundar regizor scene de acțiune                                                       | aka 北地虎                                                             |
| 1977 | Fists of Dragons                                   | 追龍                      | regizor scene de acțiune                                                                    | aka The Fighter with Two Faces                                         |
| 1977 | Shaolin Plot                                       | 四大門派                  | "Renegade Monk" regizor scene de acțiune                                                    |                                                                        |
| 1977 | The Iron Fisted Monk                               | 三德和尚与舂米六          | "Hawker" writer regizor regizor scene de acțiune                                            |                                                                        |
| 1977 | Broken Oath                                        | 破戒                      | "henchman"                                                                                  |                                                                        |
| 1977 | The Dragon, the Odds                               | 戇居仔與牛咁眼            | rol secundar                                                                                | aka Crazy Boy and Pop-Eye                                              |
| 1978 | Game of Death                                      | 死亡遊戲                  | "Lo Chen" regizor scene de acțiune                                                          |                                                                        |
| 1978 | My Darling Gals                                    | 出鐘                      | rol secundar                                                                                | aka 脂粉大彗星 aka Kung Fu Stars                                       |
| 1978 | Return of Secret Rivals                            | 臭頭小子                  | "Su Yen-cheng"                                                                              | aka Filthy Guy aka Emperor of the Filthy Guy                           |
| 1978 | Warriors Two                                       | 贊先生與找錢華            | "Fei Chun" regizor regizor scene de acțiune                                                 |                                                                        |
| 1978 | Dirty Tiger, Crazy Frog                            | 老虎田雞                  | "Frog" producer regizor scene de acțiune                                                    |                                                                        |
| 1978 | Enter the Fat Dragon                               | 肥龍過江                  | "Lung" regizor regizor scene de acțiune                                                     |                                                                        |
| 1978 | The Amsterdam Kill                                 | 荷京喋血                  | regizor scene de acțiune                                                                    |                                                                        |
| 1978 | Gee and Gor                                        | 谷爆                      | regizor scene de acțiune                                                                    | aka Gee and Jor                                                        |
| 1978 | Heroes                                             | 烏龍英雄                  | stuntman                                                                                    |                                                                        |
| 1978 | Naked Comes the Huntress                           | 貂女                      | co-regizor regizor scene de acțiune                                                         |                                                                        |
| 1978 | Magnum Fist                                        | 大英雄                    | "Japanese commander"                                                                        |                                                                        |
| 1979 | Knockabout                                         | 雜家小子                  | "blinking beggar" regizor regizor scene de acțiune                                          |                                                                        |
| 1979 | The Incredible Kung Fu Master                      | 醒目仔蠱惑招              | "Fei Jai" regizor scene de acțiune                                                          | aka The Kung Fu Master aka They Call Me Phat Dragon                    |
| 1979 | Magnificent Butcher                                | 林世榮                    | "Lam Sai-wing" aka "Butcher Wing" co-regizor regizor scene de acțiune                       |                                                                        |
| 1979 | Odd Couple                                         | 搏命單刀奪命搶            | "King of Sabres" "Ah Yo" (pupil of "King of Spears") regizor scene de acțiune               |                                                                        |
| 1979 | From Riches To Rags                                | 錢作怪                    | producer                                                                                    | aka Money Talk                                                         |
| 1980 | Encounters of the Spooky Kind                      | 鬼打鬼                    | "Bold Cheung" regizor co-writer regizor scene de acțiune                                    | aka Spooky Encounters                                                  |
| 1980 | By Hook or by Crook                                | 鹹魚番生                  | "Fatso"                                                                                     |                                                                        |
| 1980 | Two Toothless Tigers                               | 甩牙老虎                  | "Ah Pao" producer regizor scene de acțiune                                                  |                                                                        |
| 1980 | The Victim                                         | 身不由已                  | "Chan Wing" regizor regizor scene de acțiune                                                |                                                                        |
| 1981 | Game of Death II                                   | 死亡塔                    | co-regizor (uncredited)                                                                     | aka Tower of Death                                                     |
| 1981 | The Prodigal Son                                   | 敗家仔                    | "Wong Wah-bo" regizor regizor scene de acțiune co-writer                                    | aka Pull No Punches                                                    |
| 1981 | Chasing Girls                                      | 追女仔                    | (cameo) producer                                                                            |                                                                        |
| 1982 | Carry On Pickpocket                                | 提防小手                  | "Rice Pot" regizor regizor scene de acțiune                                                 |                                                                        |
| 1982 | The Dead and the Deadly                            | 人嚇人                    | "Chu Wong-lee" aka "Fat Boy" producer co-writer regizor scene de acțiune                    |                                                                        |
| 1982 | Men's Inhumanity to Men                            |                           | regizor                                                                                     |                                                                        |
| 1983 | Project A                                          | A計劃                     | "Fei" co-regizor regizor scene de acțiune                                                   | aka Jackie Chan's Project A                                            |
| 1983 | Winners and Sinners                                | 奇謀妙計五福星            | "Teapot" regizor producer regizor scene de acțiune co-writer                                | aka 5 Lucky Stars                                                      |
| 1983 | Zu Warriors from the Magic Mountain                | 新蜀山劍俠                | "Fat Man" "Chang Mei"                                                                       |                                                                        |
| 1984 | Pom Pom                                            | 神勇雙響炮                | "Eric" / "Kidstuff"(cameo) producer regizor scene de acțiune                                |                                                                        |
| 1984 | The Owl vs Bombo                                   | 貓頭鷹與小飛象            | "Bombo" aka "First Day Chan" regizor producer                                               | aka The Owl vs Bumbo                                                   |
| 1984 | Possession of a Ghost                              | 鬼符身                    | regizor                                                                                     | aka Five Fighters from Shaolin                                         |
| 1984 | Wheels on Meals                                    | 快餐車                    | "Moby" regizor regizor scene de acțiune                                                     | aka Million Dollar Heiress                                             |
| 1984 | Long Arm of the Law                                | 省港旗兵                  | producer                                                                                    |                                                                        |
| 1984 | Hong Kong 1941                                     | 等待黎明                  | co-writer production supervisor regizor scene de acțiune                                    |                                                                        |
| 1984 | The Return of Pom Pom                              | 雙龍出海                  | producer regizor scene de acțiune                                                           |                                                                        |
| 1984 | Hocus Pocus                                        | 人嚇鬼                    | producer                                                                                    |                                                                        |
| 1985 | My Lucky Stars                                     | 福星高照                  | "Eric" aka "Kidstuff" aka "Fastbuck" (US version) regizor regizor scene de acțiune          | aka Lucky Stars Superior Shine                                         |
| 1985 | From the Great Beyond                              | 時來運轉                  | "film regizor"(cameo) producer                                                              | aka Those Merry Souls                                                  |
| 1985 | Twinkle, Twinkle Lucky Stars                       | 夏日福星                  | "Eric" aka "Kidstuff" aka "Fastbuck" (US version) regizor producer regizor scene de acțiune |                                                                        |
| 1985 | Yes, Madam                                         | 皇家師姐                  | "old master" producer                                                                       | aka Police Assassins                                                   |
| 1985 | Heart of Dragon                                    | 龍的心                    | "Dodo Fung" aka "Danny" (US version) regizor regizor scene de acțiune                       | aka Heart of the Dragon aka The First Mission                          |
| 1985 | Mr. Boo Meets Pom Pom                              | 智勇三寶                  | producer                                                                                    |                                                                        |
| 1985 | The Island                                         | 生死綫                    | prodcuer                                                                                    | aka Life and Death                                                     |
| 1985 | Mr. Vampire                                        | 彊屍先生                  | producer                                                                                    |                                                                        |
| 1985 | It's a Drink! It's a Bomb!                         | 聖誕奇遇結良縁            | producer                                                                                    | aka Christmas Romance                                                  |
| 1986 | Millionaire's Express                              | 富貴列車                  | "Ching Fong-tin" regizor                                                                    | aka Shanghai Express                                                   |
| 1986 | Lucky Stars Go Places                              | 最佳福星                  | "Eric" aka "Kidstuff" producer co-writer                                                    | aka The Luckiest Stars                                                 |
| 1986 | Where's Officer Tuba?                              | 霹靂大喇叭                | "Officer Tuba" producer                                                                     | aka Spirit and Me                                                      |
| 1986 | Eastern Condors                                    | 東方禿鷹                  | "Tung Ming-sun" regizor producer regizor scene de acțiune                                   |                                                                        |
| 1986 | Silent Love                                        | 聽不到的說話              | producer                                                                                    |                                                                        |
| 1986 | Mr. Vampire II                                     | 殭屍家族                  | producer                                                                                    |                                                                        |
| 1986 | From Here to Prosperity                            | 奪寶計上計                | producer                                                                                    |                                                                        |
| 1986 | The Strange Bedfellow                              | 倆公婆八條心              | producer                                                                                    |                                                                        |
| 1986 | Silent Love                                        | 聽不到的説話              | producer                                                                                    |                                                                        |
| 1986 | Rosa                                               | 神勇雙響炮続続續集        | producer                                                                                    |                                                                        |
| 1986 | Goodbye Mama                                       | 再見媽 (口米)             | producer                                                                                    |                                                                        |
| 1987 | To Err is Human                                    | 標錯參                    | "Ting Siu-chung"                                                                            | aka To Err is Humane                                                   |
| 1987 | My Cousin the Ghost                                | 表哥到                    | producer                                                                                    |                                                                        |
| 1987 | Promising Young Boy                                | 全力反彈                  | producer                                                                                    |                                                                        |
| 1987 | The Romance of Book and Sword                      | 書劍恩仇錄                | regizor scene de acțiune                                                                    |                                                                        |
| 1987 | Scared Stiff                                       | 小生夢驚魂                | producer                                                                                    | aka Kid Dreams Thriller                                                |
| 1987 | The Final Test                                     | 最後一戰                  | producer                                                                                    |                                                                        |
| 1987 | Sworn Brothers                                     | 肝膽相照                  | producer                                                                                    |                                                                        |
| 1987 | Mr. Vampire III                                    | 靈幻先生                  | Hung (cameo) producer regizor scene de acțiune                                              |                                                                        |
| 1987 | The Happy Bigamist                                 | 一屋兩妻                  | producer                                                                                    |                                                                        |
| 1988 | Dragons Forever                                    | 飛龍猛將                  | "Luke Wong Fei-hung" regizor                                                                |                                                                        |
| 1988 | In the Blood                                       | 神探父子兵                | (cameo) production supervisor regizor scene de acțiune                                      |                                                                        |
| 1988 | Painted Faces                                      | 七小福                    | "Master Yu Jim-yuen"                                                                        |                                                                        |
| 1988 | On the Run                                         | 亡命鴛鴦                  | producer                                                                                    |                                                                        |
| 1988 | China's Last Eunuch                                | 中國最後一個太監          | "Opera boss" prodcuer                                                                       | aka Lai Shi, China's Last Eunuch                                       |
| 1988 | Paper Marriage                                     | 過埠新娘                  | "Bo Chin" regizor scene de acțiune                                                          |                                                                        |
| 1988 | Picture of a Nymph                                 | 畫中仙                    | producer regizor scene de acțiune                                                           | aka Portrait of a Nymph                                                |
| 1988 | Mr. Vampire IV                                     | 彊屍叔叔                  | producer                                                                                    |                                                                        |
| 1988 | The Haunted Island                                 | 鬼猛腳                    | (cameo) regizor                                                                             | aka Spooky, Spooky, Spooky                                             |
| 1988 | One Husband Too Many                               | 一妻兩夫                  | producer                                                                                    |                                                                        |
| 1989 | Seven Warriors                                     | 忠義群英                  | "Hung" (cameo) regizor producer                                                             |                                                                        |
| 1989 | Blond Fury                                         | 師姐大晒                  | producer                                                                                    | aka Born to Fight aka Above the Law II aka 師姐出馬                    |
| 1989 | Into the Fire                                      | 烈火街頭                  | production supervisor                                                                       |                                                                        |
| 1989 | Pedicab Driver                                     | 群龍戲鳳                  | "Lo Tung" aka "Fat Tung" regizor production supervisor regizor scene de acțiune co-writer   |                                                                        |
| 1989 | The Fortune Code                                   | 富貴兵團                  | "Brother Hung"                                                                              | aka Code of Fortune                                                    |
| 1989 | Bachelor's Swan Song                               | 再見王老五                | (cameo) producer                                                                            |                                                                        |
| 1989 | Burning Sensation                                  | 火燭鬼                    | (cameo) producer                                                                            |                                                                        |
| 1990 | Shanghai Encounter                                 | 亂世兒女                  | "Chin Hung-yun"                                                                             | aka Shanghai Shanghai                                                  |
| 1990 | Encounters of the Spooky Kind 2                    | 鬼咬鬼                    | "Abao" regizor production supervisor regizor scene de acțiune                               |                                                                        |
| 1990 | Eight Taels of Gold                                | 八兩金                    | "Slim Cheng"                                                                                |                                                                        |
| 1990 | Pantyhose Hero                                     | 脂粉雙雄                  | "Jeff Lau" regizor production supervisor                                                    | aka Pantyhose Killer                                                   |
| 1990 | Skinny Tiger, Fatty Dragon                         | 瘦虎肥龍                  | "Fatty"                                                                                     | aka Nutty Kickbox Cops                                                 |
| 1990 | Dragon Versus Phoenix                              | 龍鳳賊捉賊                | (cameo) production supervisor                                                               | aka Thief Versus Thief aka License to Steal                            |
| 1990 | Island of Fire                                     | 火燒島                    | "Fatty Liu Hsi-chia" aka "John" (US version)                                                | aka Island on Fire aka The Burning Island                              |
| 1990 | She Shoots Straight                                | 皇家女將                  | "Officer Huang Tsung-po" (elder) producer                                                   | aka Lethal Lady                                                        |
| 1990 | Best is the Highest                                |                           | "Chok-fei" regizor                                                                          | aka Best is Highest                                                    |
| 1991 | Touch and Go                                       | 一觸即發                  | "Fat Goose"                                                                                 | aka Point of No Return                                                 |
| 1991 | Lover's Tear                                       | 誓不忘情                  | "Commissioner Kung" production supervisor                                                   |                                                                        |
| 1991 | The Tantana                                        | 密宗威龍                  | "Gai-Lap"                                                                                   |                                                                        |
| 1991 | My Flying Wife                                     | 猛鬼入侵黑社會            | "Chan Yu-qun"                                                                               |                                                                        |
| 1991 | Daddy, Father and Papa                             | 老豆唔怕多                | "Bull" regizor scene de acțiune                                                             |                                                                        |
| 1991 | The Gambling Ghost                                 | 洪福齊天                  | "Fat Bao" aka "Fatty" "Big Brock" (Bao's father) "Hung Gao" (Bao's grandfather)             |                                                                        |
| 1991 | The Banquet                                        | 豪門夜宴                  | "Hung Tai-bo"                                                                               | aka Party of a Wealthy Family                                          |
| 1991 | Bury Me High                                       | 衞斯理之覇王卸甲          | producer                                                                                    |                                                                        |
| 1991 | Slickers vs. Killers                               | 黐線枕邊人                | "Success Hung" regizor producer                                                             |                                                                        |
| 1992 | Ghost Punting                                      | 五福星撞鬼                | "Eric" aka "Kidstuff" co-regizor                                                            |                                                                        |
| 1992 | Scorpion King                                      | 羯子戰士                  | prodcuer                                                                                    | aka Operation Scorpio                                                  |
| 1992 | Banana Spirit                                      | 精霊變 (驚慄档案之精靈變) | production supervisor                                                                       |                                                                        |
| 1992 | The Moon Warriors                                  | 戰神傳說                  | regizor                                                                                     |                                                                        |
| 1993 | King Swindler                                      | 龍父虎子                  |                                                                                             | aka Dragon Father and Tiger Son aka Return of the Fat Dragon           |
| 1993 | Don't Call Me Gigolo                               | 住家舞男                  | co-regizor                                                                                  |                                                                        |
| 1993 | The Eagle Shooting Heroes                          | 射鵰英雄傳之東成西就      | regizor scene de acțiune                                                                    |                                                                        |
| 1993 | Kung Fu Cult Master                                | 倚天屠龍記之魔教教主      | "Cheung Sam-fung" co-regizor regizor scene de acțiune                                       | aka Evil Cult aka Lord Of The Wu Tang aka Kung Fu Master               |
| 1993 | Painted Skin                                       | 畫皮之陰陽法王            | "High Monk Tai Yuet" regizor scene de acțiune                                               | aka Human Night in Painted Skin                                        |
| 1993 | Blade of Fury                                      | 一刀傾城                  | "Yu Man-san" (cameo) regizor regizor scene de acțiune                                       | aka 神州第一刀                                                         |
| 1994 | China's First Swordsman                            | 神州第一刀                | regizor                                                                                     |                                                                        |
| 1994 | Ashes of Time                                      | 東邪西毒                  | regizor scene de acțiune                                                                    |                                                                        |
| 1994 | Don't Give a Damn                                  | 方面俾                    | "Pierre Lau" regizor production supervisor                                                  | aka Burger Cop                                                         |
| 1995 | Thunderbolt                                        | 霹靂火                    | regizor scene de acțiune                                                                    |                                                                        |
| 1996 | Somebody Up There Likes Me                         | 浪漫風暴                  | "Black Jack Hung"                                                                           |                                                                        |
| 1996 | How to Meet the Lucky Stars                        | 運財五福星                | "Eric" aka "Kidstuff" and "Tau" (two roles)                                                 |                                                                        |
| 1996 | The Stunt Woman                                    | 阿金的故事                | "Master Tung" aka "Thunderbolt"                                                             | aka Ah Kam                                                             |
| 1997 | Mr. Nice Guy                                       | 一個好人                  | "cyclist" (cameo) regizor                                                                   | aka SuperChef                                                          |
| 1997 | A Chinese Ghost Story: The Tsui Hark Animation     | 小倩                      | "White Cloud" (voice)                                                                       | aka Xiao Qian                                                          |
| 1997 | Once Upon a Time in China and America              | 黃飛鴻之西域雄獅          | (cameo) regizor regizor scene de acțiune                                                    | aka Once Upon a Time in China and America                              |
| 1997 | Double Team                                        |                           | regizor scene de acțiune                                                                    |                                                                        |
| 1998 | Knock Off                                          | KO 雷霆一擊               | regizor scene de acțiune 2nd unit regizor                                                   |                                                                        |
| 1998 | The Pale Sky                                       | 沒有小鳥的天空            | "Yan"                                                                                       |                                                                        |
| 1999 | No Problem                                         | 無問題                    | "Mou Man-tai" aka "Fat Goose"                                                               | aka Yes, I Am Mr. Mountain                                             |
| 2001 | The Legend of Zu                                   | 蜀山傳                    | "White Eyebrows"                                                                            | aka Zu Warriors                                                        |
| 2001 | The Avenging Fist                                  | 拳神                      | "Inspector Dark"                                                                            | aka Fight Zone                                                         |
| 2002 | The Hidden Enforcers                               | 殺手狂龍                  | "King"                                                                                      |                                                                        |
| 2002 | Flying Dragon, Leaping Tiger                       | 龍騰虎躍                  | "Lu Zheng-yang"                                                                             | aka Dragon Soaring, Tiger Leaping                                      |
| 2003 | Men Suddenly in Black                              | 大丈夫                    | "Sammo Hung" (cameo)                                                                        |                                                                        |
| 2003 | The Medallion                                      | 飛龍再生                  | regizor scene de acțiune                                                                    |                                                                        |
| 2004 | Astonishing                                        | 驚心動魄                  | "regizor Ko" (cameo)                                                                        |                                                                        |
| 2004 | Around the World in 80 Days                        | 環遊世界八十天            | "Wong Fei-hung" (cameo)                                                                     |                                                                        |
| 2004 | Kung Fu Hustle                                     | 功夫                      | regizor scene de acțiune                                                                    |                                                                        |
| 2004 | Osaka Wrestling Restaurant                         | 香港廚神                  | "gourmet chef" (cameo)                                                                      | aka 大阪達一餐                                                         |
| 2005 | Legend of the Dragon                               | 龍威父子                  | "Dragon Ki" regizor scene de acțiune                                                        |                                                                        |
| 2005 | Dragon Squad                                       | 猛龍                      | "Kong Long"                                                                                 | aka Dragon Heat                                                        |
| 2005 | SPL: Sha Po Lang                                   | 殺破狼                    | "Wong Po"                                                                                   | aka Kill Zone                                                          |
| 2007 | Twins Mission                                      | 雙子神偷                  | "Uncle Luck"                                                                                |                                                                        |
| 2008 | Fatal Move                                         | 奪帥                      | "Lin Ho-lung"                                                                               |                                                                        |
| 2008 | Three Kingdoms: Resurrection of the Dragon         | 三國志見龍卸甲            | "Luo Ping-an" regizor scene de acțiune                                                      |                                                                        |
| 2008 | Wushu                                              | 武術                      | "Li Kui"                                                                                    |                                                                        |
| 2008 | Ip Man                                             | 葉問                      | regizor scene de acțiune                                                                    | aka The Legend of Yip Man aka 葉問傳 一代宗師葉問 Grandmaster Yip Man  |
| 2009 | Kung Fu Chefs                                      | 功夫廚神                  | "Wong Ping-yee"                                                                             |                                                                        |
| 2009 | Howling Arrow                                      | 響箭                      | regizor regizor scene de acțiune                                                            | Post-production (delayed)                                              |
| 2009 | He Who Would Be King                               | 王者                      |                                                                                             |                                                                        |
| 2010 | 14 Blades                                          | 錦衣衛                    | "Prince Qing"                                                                               |                                                                        |
| 2010 | Ip Man 2                                           | 葉問2                     | "Hung Chan-nam" regizor scene de acțiune                                                    |                                                                        |
| 2010 | Detective Dee and the Mystery of the Phantom Flame | 狄仁傑之通天帝國          | regizor scene de acțiune art regizor                                                        |                                                                        |
| 2010 | The Legend is Born – Ip Man                        | 葉問前傳                  | "Chan Wah-shun"                                                                             |                                                                        |
| 2010 | Paladin Du Xin Wu                                  | 大俠杜心五                |                                                                                             | pre-producție                                                          |
| 2010 | Tieqiao San                                        | 鐵橋三                    |                                                                                             |                                                                        |
| 2011 | Choy Lee Fut                                       | 蔡李彿                    | "Chan Tin Loi"                                                                              |                                                                        |
| 2011 | My Kingdom                                         | 大武生                    | regizor scene de acțiune                                                                    |                                                                        |
| TBD  | V for Vampire                                      |                           |                                                                                             | anunțat                                                                |
| TBD  | War Monkeys                                        |                           |                                                                                             | anunțat                                                                |